# Formalisme (literatuurwetenschap)
Formalisme verwijst in de theoretische literatuurwetenschap naar kritische benaderingen die teksten analyseren, interpreteren, of de inherente kenmerken ervan beoordelen. Deze functies omvatten niet alleen grammatica en syntaxis, maar ook literaire hulpmiddelen zoals metrum en stijlfiguren. De formalistische aanpak vermindert het belang van de historische, biografische en culturele context van een tekst.
Formalisme kwam in de vroege 20e eeuw op het voorplan als reactie tegen romantiserende theorieën over literatuur die gecentreerd waren op de kunstenaar en het individuele creatieve genie. In plaats daarvan plaatste het literair formalisme de tekst zelf terug in de schijnwerpers, om de relatie te kunnen aantonen met andere teksten die eraan vooraf waren gegaan. 
Er werden twee scholen van formalistische literaire kritiek ontwikkeld: het Russisch formalisme, en kort daarop het Anglo-Amerikaanse New Criticism. De literaire theorie van het formalisme bleef dominant tijdens de middelste decennia van de 20e eeuw. In de Verenigde Staten was het werk van René Wellek en Austin Warren toonaangevend in de periode na de Tweede Wereldoorlog tot ongeveer 1970. In het bijzonder werd  close reading benadrukt (vooral bij poëzie) om te ontdekken hoe een literair werk functioneerde als een onafhankelijk, zelf-refererend esthetisch object.